# Marvin Kalb

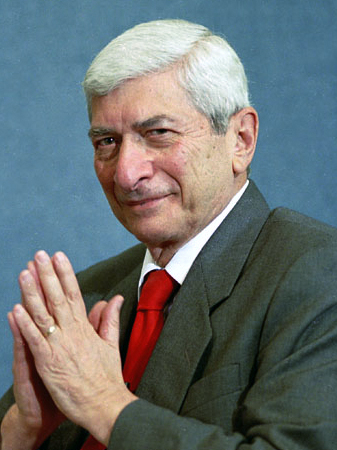
Marvin Kalb

Marvin Kalb (* 9. Juni 1930) ist ein US-amerikanischer Journalist, Fernsehmoderator und Publizist.
Kalb besuchte das City College of New York und studierte an der Harvard University. Über 30 Jahre war er als Fernsehjournalist für die US-amerikanischen Nachrichtensendungen CBS News und NBC News tätig. 1990 wurde er in die American Academy of Arts and Sciences gewählt.

## Publikationen
- Dragon in the Kremlin: A Report on the Russian-Chinese Alliance, 1961.
- Roots of Involvement: the U.S. in Asia, 1784–1971, 1971, ISBN 0-393-05440-3.
- In the National Interest (1977, ISBN 0-671-22656-8).
- The Last Ambassador, 1981, ISBN 0-316-48222-6.
- One Scandalous Story: Clinton, Lewinsky, and Thirteen Days That Tarnished American Journalism, 2001, ISBN 0-684-85939-4.
- mit Deborah Kalb: Haunting Legacy: Vietnam and the American Presidency from Ford to Obama, 2011.
- Kissinger. Dell, New York 1975.
- The Nixon Memo: Political Respectability, Russia, and the Press, 1994, ISBN 0-226-42299-2.
- The Media and the War on Terrorism, 2003, ISBN 0-8157-3581-2.
- The Road to War: Presidential Commitments Honored and Betrayed, 2013, ISBN 978-0-8157-2493-3.
- Imperial Gamble: Putin, Ukraine, and the New Cold War. Brookings Institution, Washington 2015, ISBN 978-0-8157-2664-7.
- The Year I Was Peter the Great: 1956-Khrushchev, Stalin's Ghost, and a Young American in Russia. Brookings Institution, Washington 2017, ISBN 978-0-8157-3161-0.
- Assignment Russia: Becoming a Foreign Correspondent in the Crucible of the Cold War Brookings Institution, Washington 2021, ISBN 978-0-8157-3896-1.